# Niccolò da Osimo
Niccolò da Osimo (Osimo, c. 1375-Roma, 1453), fue un franciscano, teólogo  y escritor italiano, nombrado custodio de Tierra Santa en 1438.

## Obras
- Quadriga spirituale (en italiano). Bologna: Baldassarre Azzoguidi. 1475.
- Compendio de salute (en italiano). Tuscolano: Gabriele di Pietro. 1479.
- Supplementum Summae Pisanellae (en latín). Venezia: Leonhard Wild. 1479.
- Giardino de oratione (en italiano). Venezia: Bernardino Benali. 1494.